# Froesia tricarpa
Froesia tricarpa är en tvåhjärtbladig växtart som beskrevs av João Murça Pires. Froesia tricarpa ingår i släktet Froesia och familjen Ochnaceae. Inga underarter finns listade i Catalogue of Life.